# Egge Kande
Egge Kande é uma líder de comunidade senegalesa que luta pela educação das mulheres no Senegal.

## Biografia
Nas comunidades africanas de Senegal as avós têm uma grande influência em suas famílias e são respeitadas por sua sabedoria. Há alguns anos, foi implantado o "Projeto Avó" para auxiliar na socialização das adolescentes visando produzir mudanças em suas comunidades. O projeto dá a oportunidade de empoderar as mulheres ao interligar três gerações, debater e encontrar soluções autóctonas para as questões enfrentadas pelas meninas e adolescentes das comunidades, que se baseiam nas tradições culturais ou em mudanças culturais. Além disso, as avós são respeitadas por seus filhos, que não vão recusar seus conselhos.
Egge Kande é uma dessas avós e empenha-se para que as meninas de sua comunidade não deixem de estudar por meio de educação sexual para prevenir que fiquem grávidas. Ela é a líder comunitária e sua luta centra-se na educação das meninas e na contramão da mutilação genital feminina.

## Prêmios e reconhecimentos
- 2016 - 100 mulheres mais influentes do mundo pela BBC.[6]